# Strilnîkî, Șarhorod
Strilnîkî (în ucraineană Стрільники) este localitatea de reședință a comunei Strilnîkî din raionul Șarhorod, regiunea Vinnița, Ucraina.

## Demografie
Componența lingvistică a localității Strilnîkî
     Ucraineană (99,55%)
     Alte limbi (0,45%)
Conform recensământului din 2001, majoritatea populației localității Strilnîkî era vorbitoare de ucraineană (99,55%), existând în minoritate și vorbitori de alte limbi.